# Protestas en Paraguay de 2023
Las protestas en Paraguay de 2023 fueron una serie de manifestaciones y disturbios a nivel nacional en Paraguay, desencadenados tras terminadas las elecciones generales, debido a las sospechas de irregularidades masivas durante la jornada de elecciones y la victoria nuevamente del Partido Colorado, que es acusado nacional e internacionalmente de hechos de corrupción.
Más de 200 personas han sido detenidas, más de 50 personas resultaron heridas y una persona perdió la vida durante las manifestaciones. El presidente del Partido Cruzada Nacional y candidato a presidente de la República Payo Cubas fue imputado por la Fiscalía,  y luego encarcelado por los hechos de perturbación a la paz pública y otros delitos relacionados.

## Antecedentes
En julio de 2022, el Departamento de Estado de los Estados Unidos designó al expresidente de Paraguay y actual presidente del Partido Colorado Horacio Cartes como «significativamente corrupto», acusándolo de actos de corrupción mientras estuvo en el cargo. Como resultado, fue declarado inelegible para ingresar a los Estados Unidos. El Departamento de Estado afirmó que sancionó a Cartes «por su participación en una corrupción significativa» en acciones que permitieron y perpetuaron la participación de Cartes con organizaciones terroristas extranjeras y otras entidades designadas como tales por los Estados Unidos, «lo que socava la seguridad de los Estados Unidos contra el crimen transnacional y el terrorismo y amenaza la estabilidad regional», dijo el Secretario de Estado Antony Blinken.
Menos de un mes después, en agosto de 2022, el vicepresidente Hugo Velázquez fue también declarado como «significativamente corrupto», cobrando relevancia como el primer vicepresidente de un Estado, en pleno ejercicio de sus funciones, en ser agregado a esta lista.
Anteriormente otros políticos paraguayos habían sido ya designados como significativamente corruptos, tales como el diputado colorado Ulises Quintana en abril de 2021, también debido a su participación en importantes actos de corrupción.
El 29 de septiembre de 2022 hubo un incendio en el Tribunal Superior de Justicia Electoral de Paraguay donde una persona perdió la vida y entre 7700 a 8500 máquinas de votación se vieron afectadas. Inicialmente hubo controversia de si el incendio se trató de un accidente o un sabotaje, ya que se produjo solo 7 meses antes de las elecciones generales de 2023. Rápidamente se acusó de negligencia al presidente de TSJE Jaime Bestard por el hecho.

## Desarrollo
Durante el día de las elecciones el 30 de abril de 2023, hubo acusaciones de irregularidades durante las votaciones entre la oposición y el Partido Colorado.
Pocas horas después de darse a conocer los resultados de las elecciones generales en las que fue declarado ganador el Partido Colorado, casi en la medianoche del 30 de abril, estallaron las protestas, que continuarían hasta el amanecer del 1 de mayo. Durante el transcurso de este día feriado, las protestas, pequeñas en un principio, rápidamente se convirtieron en movilizaciones masivas, principalmente en Ciudad del Este, mostrándose la situación en redes sociales, lo que generó un activismo masivo. Como consecuencia de la reacción popular en las redes, las protestas se extenderían ese mismo día a nivel nacional afectando a varias ciudades principales del Paraguay para la noche.
Durante la madrugada del 2 de mayo, se informó de protestas en diferentes puntos del país, con alrededor de 500 personas manifestándose en frente del TSJE en Asunción. En transmisiones en vivo y videos de la red TikTok se pudo observar represiones policiales en algunas partes del país así como también reuniones pacíficas. 
Para el amanecer, se informó que varias rutas en el país estaban totalmente bloqueadas con vehículos y caravanas de manifestantes civiles. El puesto de manifestantes en la avenida Eusebio Ayala y el Puente Remanso sobre el río Paraguay fueron despejados. El servicio de buses a media y larga distancia quedó suspendido.
Para la tarde se reportaron nuevas movilizaciones masivas a nivel país, también hubo protestas a favor de los manifestantes de paraguay por la diáspora paraguaya en Argentina reunidos en el Obelisco de Buenos Aires, Argentina. La policía paraguaya volvió a intentar reprimir algunas de las manifestaciones pacíficas en algunos sectores de Asunción. El activismo paraguayo en redes sociales como Tiktok, Instagram, Facebook, Twitter se hace notar.
Aparecieron videos en tiktok donde los manifestantes denuncian que la policía nacional esta sacando cajas del Tribunal Superior de Justicia Electoral (TSJE), las mismas también se hicieron delante de los manifestantes utilizando ambulancias sanitarias. Los manifestantes exclaman que enseñen qué llevan en las cajas y que no les van a dejar salir a nadie del lugar del TSJE. Aparece también un video de una ciudadana paraguaya denunciando que están llevando parte de las máquinas de votación a un depósito en la ciudad de Fernando de la Mora.
En la mañana del 3 de mayo, la cuenta de tiktok de Paraguayo Cubas realizó un en vivo donde mostró camiones siendo cargados con las máquinas de votación, en el mismo lugar del depósito en Fernando de la Mora, luego empezaron a salir en un comvoy fuertemente custodiada por la policía y militares hacia la frontera de Argentina, en reacción la gente se movilizó y siguió la caravana de camiones con las máquinas por toda Asunción. Los manifestantes se movilizan para cerrar la frontera con argentina en varios puntos. Se menciona que uno de los camiones se averió cerca de la frontera y fue grabado con la custodia policial.
En la ciudad de Ypané, un ciudadano encontró un depósito de reciclaje, lleno de certificados de los votos y cajas con documentos del TSJE tirados en un baldío.
En redes sociales apareció un vídeo de una de las máquinas de votación donde se puede apreciar que la pantalla táctil no responde correctamente a las órdenes del votante y al responder redirecciona a la Lista 1 de la ANR mientras que el votante toca diferentes listas otros candidatos, el vídeo se hizo  viral y ofendió a la población civil aún más con el hecho del fraude electoral. El mismo video fue reclamado por varios líderes opositores y publicado en sus respectivas redes sociales.
Por la tarde en la ciudad de Caaguazú se reporta una nueva movilización de la oposición, en la ciudad de Barcelona, España manifestantes de la diáspora paraguaya se reunieron a manifestarse en apoyo a la causa de su país.
Para la noche se volvieron a reportar manifestaciones en Asunción, Mariano Roque Alonso, Fernando de la Mora, Coronel Oviedo, Caaguazú, Caacupé, Encarnación pueblos del Chaco y Ciudad del Este. En la ciudad de Caaguazú y Coronel Oviedo se observó una caravana importante siguiendo al líder opositor Paraguayo Cubas mostrado en redes sociales.
El 4 de mayo por la madrugada, Paraguayo Cubas llegó a la ciudad de Ypacaraí quedándose a descansar allí, por la tarde del mismo día en redes sociales se observó como muchas personas del cono urbano de Gran Asunción salieron a manifestarse y seguir la caravana de Paraguayo Cubas desde Ypacaraí pasando por la ciudad de Capiatá en los suburbios de Asunción, se registraron movilizaciones a nivel nacional, los manifestantes volvieron a protestar frente al Tribunal Superior de Justicia Electoral. El tráfico y transporte fueron obstaculizados en gran medida en la ciudad de San Lorenzo y Asunción.
Los protestantes exclaman que la prensa nacional del país no está cubriendo en vivo la magnitud de las protestas, por lo cual recurren a activismo redes sociales y prensa internacional. A través de Tiktok aparecen videos de caravanas de vehículos llegando a los suburbios de Asunción. La policía nacional empieza a ponerse en alerta por la movilización por amenazas de violencia durante las protestas.
El 5 de mayo continuaron las protestas en diferentes puntos del país, por la tarde el líder opositor Paraguayo Cubas fue detenido y arrestado en la ciudad de San Lorenzo, se le acusa de varios cargos, en los que destaca perturbación de la paz pública, amenaza de hechos punibles, tentativa de impedimento de las elecciones, tentativa de coacción a órganos constitucionales y resistencia. Efraín Alegre reaccionó a la detención de Cubas y exigió la libertad de este así como de los manifestantes detenidos, calificando el hecho como otro "golpe a la democracia" y recalcando "las sospechas de un fraude durante las elecciones". Cubas fue retenido en el cuartel de la Agrupación Especializada en Asunción. Por la noche los manifestantes se reunieron en el mismo lugar del cuartel.
El 6 de mayo, a consecuencia del arresto de Cubas las protestas iniciaron temprano por la mañana en todo el país, exigiendo también su completa libertad. Luego de una audiencia por Cubas, se decidió que pasará prisión preventiva en la AE por 10 días. En redes se filtra un certificado de resultados del TREP con ''cero'' (0) votos en todos los partidos políticos.
Entre el 8 y 9 de mayo, un campamento improvisado fue montado sobre la ruta Eusebio Ayala cerca al TSJE, el cual los manifestantes bautizaron como "Carpa de la Resistencia".
El 12 de mayo, en la ciudad de Ayolas, la policía intentó despejar un cierre de ruta hecha por obreros de Aña Cuá, la represión fue violenta, con informes de heridos entre manifestantes y policías.
El 16 de mayo, ocurrieron protestas en la ciudad de Concepción, por la definición de la gobernación de concepción voto a voto.
El 17 de mayo, entre las 2 AM y las 3 AM,  la policía nacional reprime un campamento de manifestantes de mayoría nativo indígena sobre la ruta Eusebio Ayala, cerca del TSJE, se informó del uso de gas lacrimógeno, perdigones, motos, carros hidrantes y caballos de parte de la policía, mientras que los manifestantes armas blancas, molotos y pirotecnia. La ciudadanía demanda el hecho por uso excesivo de la fuerza por parte de la policía, los manifestantes reclaman que lo hicieron mientras la mayoría dormía en sus carpas improvisadas. Se informo de varios detenidos y heridos, también de la presencia de niños, mujeres y ancianos durante el enfrentamiento. Durante la noche del mismo día se reporta una manifestación frente al Congreso Nacional del Paraguay. El Partido Revolucionario Febrerista dio albergue a varios manifestantes en su local.
El 25 de mayo, el TSJE anunció la proclamación de Santiago Peña y Pedro Alliana como los ganadores electos de las elecciones generales.
El 7 de julio, tras estar 2 meses preso en la Agrupación Especializada, el líder del Partido Cruzada Nacional, Paraguayo Cubas es puesto en arresto domiciliario en el Hotel de lujo Armele en el centro de Asunción.

## Reacciones
Payo Cubas, líder y candidato a presidente del Partido Cruzada Nacional, tercera fuerza política durante las elecciones, fue el primero en denunciar un supuesto robo de votos durante las elecciones.
Euclides Acevedo, candidato a la presidencia por el Movimiento Nueva República, exigió una auditoría informática del 10% en urnas electrónicas, así como un conteo manual del también 10% de los votos en boletas.
Efraín Alegre líder y candidato a presidente de la Coalición Concertación Nacional, segunda fuerza política durante las elecciones, se pronunció en Twitter a favor de las denuncias de fraude pidiendo el cómputo manual del 10% de las mesas elegidas aleatoriamente también pidió una auditoría internacional independiente del software utilizado para las elecciones.
José Luis Chilavert candidato a presidente por el Partido de la Juventud Fuerza Joven llamó a la no violencia y sí al conteo de los votos frente a los candidatos a presidente.
Kattya González líder popular y senadora de la Alianza Encuentro Nacional, dijo en un video de Tiktok "que apoyará y defenderá la república y las instituciones con todas sus fuerzas, los reclamos de la ciudadanía harta de tantos años de desidia y de corrupción, deben ser atendidos, los colorados deben de atender la realidad politíca-social del pais, la mayoría de la población detesta sus prácticas y no los van a tolerar", exclamó.
El Dr. Jorge Querey, candidato a la vicepresidencia por el MNR y senador del Frente Guasú se manifestó diciendo, "Suficientes denuncias para revisar los recuentos de los números resultados de las elecciones. REVISION, Y SI FUERA  NECESARIO NUEVAS ELECCIONES." exclamó en su Twitter.
Esperanza Martínez senadora del Frente Guasú ''Queremos que el primer presidente que pongamos en el congreso, no sea controlado por Horacio Cartes'' - Radio Ñandutí.
“Uno se sorprende al encontrar casos y casos donde uno tiene 0 votos o 1 voto en una mesa, no es muy creíble eso”, excandidato a diputado del UNACE, Víctor Herreros. - Radio Ñandutí.
El Partido Participación Ciudadana realizó un comunicado de condena sobre la criminalización y represión de las movilizaciones, así también, exigen la liberación de todos los detenidos.
Soledad Núñez candidata a vicepresidenta por Concertación Nacional, se refirió a la situación de Cubas en Instagram stories como, ''no es bueno que ningun líder político esté preso, mucho menos un excandidato a la presidencia del país, se le tiene que otorgar la libertad a Cubas en funcion de sus derechos constitucionales y que se le dé todas las garantías necesarias para dicho proceso''.

## Cultura durante las protestas
Los paraguayos utilizan diferentes métodos de patriotismo durante las protestas, cantan el himno nacional paraguayo, gritan el lema del ejército paraguayo "vencer o morir", también se les escucha gritar un verso del primer coro del himno nacional: "Paraguayos, república o muerte, Nuestro brío nos dió libertad". 
Muestran banderas nacionales de la república con frases en ella como: ANR nunca más, Payo la solución, paraguayos unidos, viva el Paraguay, el cambio ya llega, etc. 
Durante las caravanas reproducen el himno y polka paraguaya, destacándose la polca del partido PCN Payo la solución y 13 Tuyutí. Grupos de música e hinchadas de clubes se reúnen con instrumentos de percusión y trompetas para ejecutar músicas y cánticos nacionales.

## Derechos humanos
Durante las protestas aparecieron videos en redes como TikTok de civiles detenidos que denunciaron casos de violencia desmedida contra ellos por parte de la policía, extorsiones, amenazas de muerte hasta casos de tortura de parte de los manifestantes.
Los civiles se quejan de que la policía realiza detenciones arbitrarias de personas que no tenían nada que ver con las protestas.
La senadora electa de PCN Yolanda Paredes se encuentra velando por los derechos de los manifestantes detenidos junto con sus familiares y también la de su esposo Cubas desde el 5 de mayo, luego de trabajos de reclamos intensos desde el lunes en el TSJE.
Desde el 9 de mayo se establece un campamento improvisado sobre la ruta de Eusebio Ayala, cerca al TSJE, dónde están presentes tanto nativos indígenas y niños entre los manifestantes, que duermen sobre las aceras de la calle frente al frío estacional. Varios de ellos sin ropa de invierno e incluso sin calzados.
El 15 de junio de 2023, se informa que falleció un joven que se encontraba hospitalizado, gravemente herido producto de un disparo de balín de goma a la altura de la cabeza por un policía durante las manifestaciones el pasado 3 de mayo en el Puente Remanso.

## Repercusión en la prensa local
En los medios de prensa locales, hubo una escasa cobertura sobre los hechos acontecidos, algo que fue muy criticado por los manifestantes. Sin embargo, la Mesa para la Seguridad de Periodistas denunció amenazas públicas, agresiones y ataques a periodistas de diferentes medios en las manifestaciones. Los medios de prensa dieron énfasis en las agresiones y amenazas recibidas hacia periodistas, antes que los reclamos de los manifestantes.